# Nacomis Indian Rancheria
Nacomis Indian Rancheria – obszar niemunicypalny w Mendocino County, w Kalifornii (Stany Zjednoczone), na wysokości 234 m.